# Fenologia
La fenologia è la scienza che si occupa della classificazione e registrazione degli eventi rilevanti nello sviluppo degli organismi, in particolare di quelli ectotermi, cioè incapaci di regolare la propria temperatura in modo indipendente da quella ambientale, come ad esempio le piante e gli insetti.

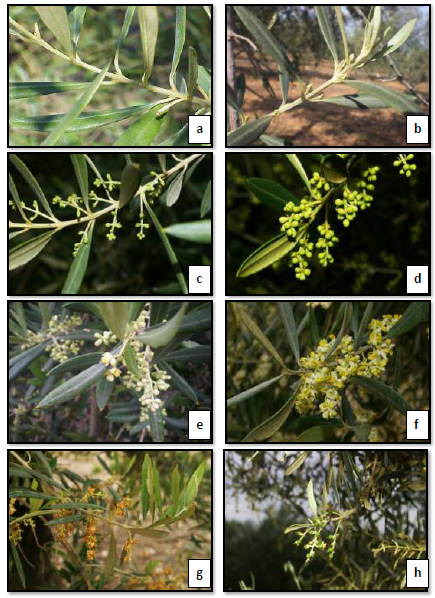
Evoluzione fenologica della fioritura dell'olivo. Scala BBCH: a-50, B-51, C-54, d-57 (<15% di fiori aperti); f-65 (> 15% di fiori aperti); g-67 (<15% di fiori aperti); h-68 (J. Oteros)

La fenologia vegetale in particolare si occupa della definizione delle fasi di sviluppo (o fasi fenologiche) delle piante in particolari scale fenologiche e della registrazione delle date in cui esse si verificano nei diversi ambienti. Se le piante oggetto di osservazione sono coltivate siamo nel campo della fenologia agraria o agrofenologia.
Un giardino fenologico consiste in un luogo nel quale vengono impiantate delle specie vegetali perenni con lo specifico scopo di registrarne con regolarità le fasi di sviluppo. Un esempio di giardino fenologico, gestito dall'ARPAdell'Emilia-Romagna, si trova a San Pietro Capofiume, comune di Molinella (BO), presso la Base meteorologica Giorgio Fea.
Una stazione agrofenologica è invece un campo coltivato con specie erbacee di interesse agrario, riseminate ogni anno e oggetto di regolare registrazione delle fasi fenologiche. Un esempio di stazione agrofenologica si trova a Cadriano, Bologna, ed è gestita dalla facoltà di agraria dell'Università di Bologna, Dipartimento di Scienze e Tecnologie Agroambientali, che realizza un regolare bollettino agrofenologico.
La ricerca fenologica in Italia è particolarmente seguita dall'Ucea, Ufficio Centrale di Ecologia Agraria, che ha finanziato un progetto finalizzato Phenagri, con il quale sono stati definiti gli standard di gestione delle stazioni agrofenologiche e le scale da utilizzare per la rilevazione.